# Újszentiván
Újszentiván es un pueblo húngaro perteneciente al distrito de Szeged, condado de Csongrád-Csanád.

## Superficie
Cuenta con una superficie de 15,49 km².

## Demografía
Hasta 2024 la población era de 1935 habitantes, con una densidad de población de 124,91 hab/km².
| Gráfica de evolución demográfica de Újszentiván entre 2020 y 2024 |
|                                                                   |
| Datos según la Oficina Central de Estadística de Hungría.         |